# منوچهر بهنیا
منوچهر بهنیا زاده ۱۳۳۱ کرمانشاه نمایندهٔ حوزهٔ انتخابیهٔ کرمانشاه در دورهٔ پنجم مجلس شورای اسلامی شهرستان کرمانشاه بوده‌است.